# Jaroslav Škarvan
Jaroslav Škarvan (n. 3 aprilie 1944, Plzeň, Protectoratul Boemiei și Moraviei – d. 21 iunie 2022) a fost un handbalist ce a reprezentat Cehoslovacia, medaliat olimpic. A participat la o ediție a Jocurilor Olimpice (1972) în care a câștigat o medalie de argint.